# Hellvi kyrka

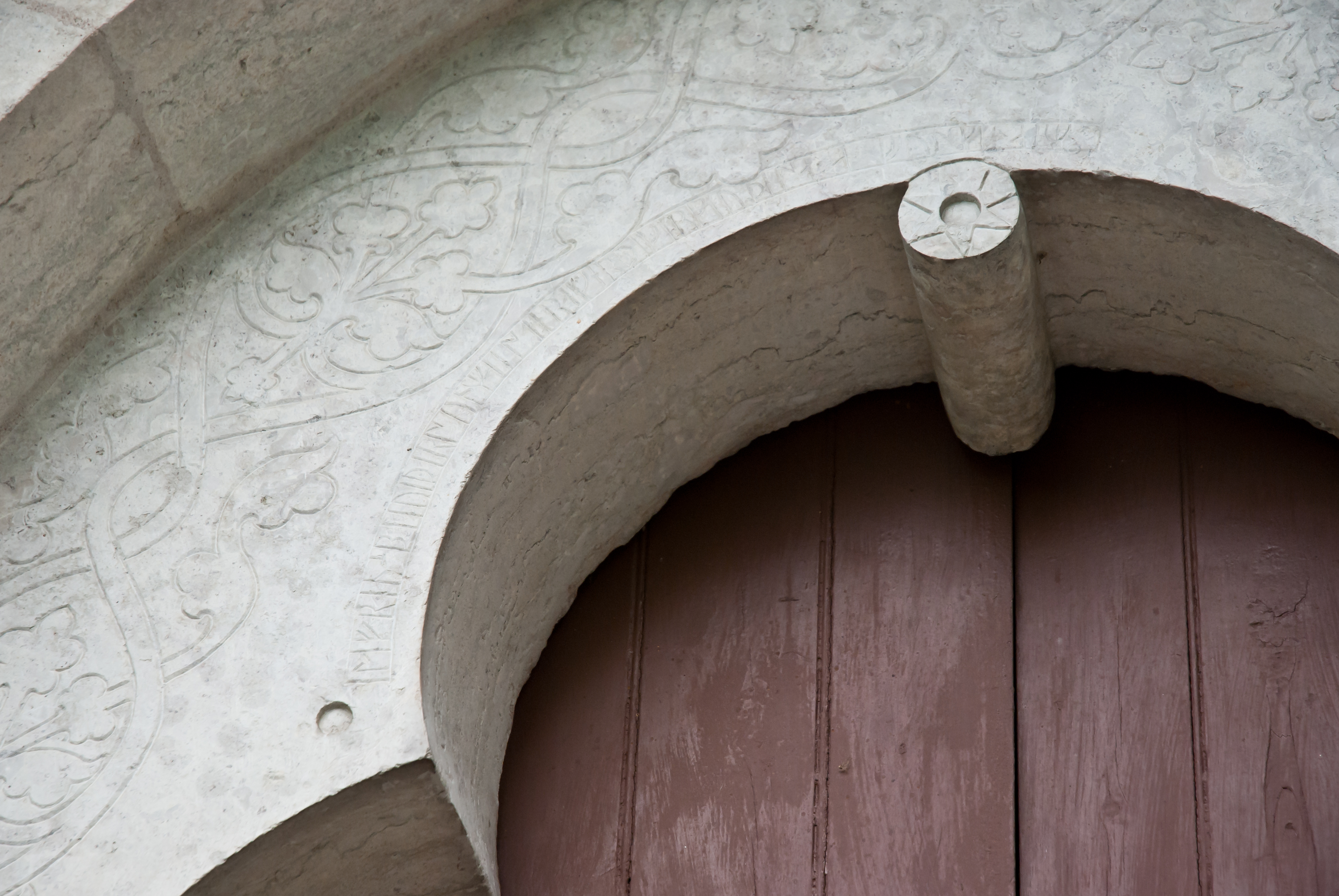
Närbild på den ena sydportalens runinskrift, enligt vilken Lafrans Botvidarson från Eskelhem byggt kyrkan.

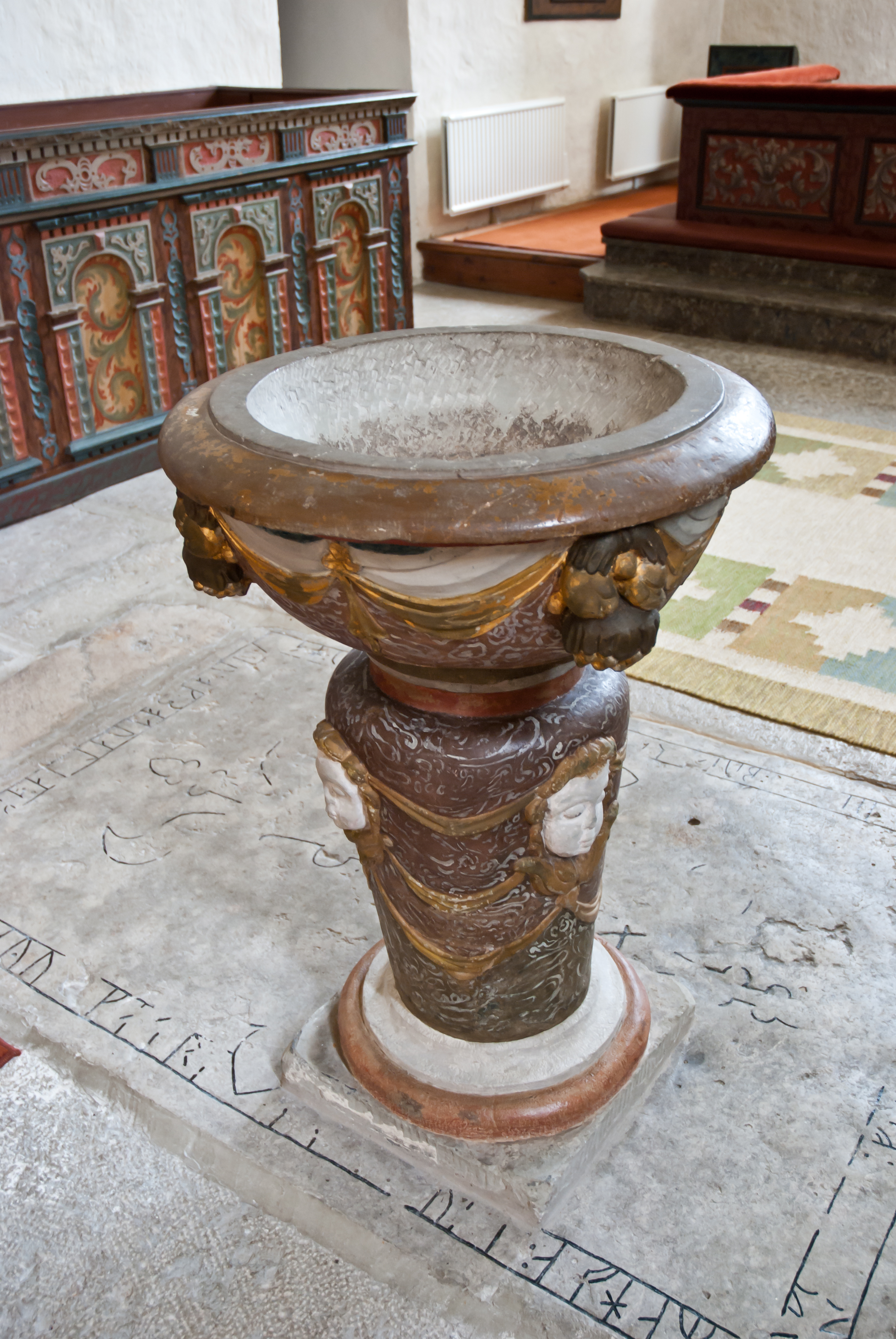
Kyrkans dopfunt, från 1600-talet.

Hellvi kyrka är en kyrkobyggnad i Hellvi socken på Gotland. 

## Kyrkobyggnaden
Kyrkan uppfördes av sten tidigt under medeltiden och består av ett tvåskeppigt långhus, ett smalare rakt avslutat kor i öster, kyrktorn i väster samt sakristia på korets nordsida. Det romanska tornet är äldst, medan långhuset och koret uppfördes omkring 1200-talets mitt. Sakristian är från 1850-talet. Kyrkan har vitputsade fasader och spetsbågiga fönsteröppningar. Långhuset och det lägre koret täcks av sadeltak. Till följd av ett ras, enligt uppgift 1534, har tornet fått sitt karakteristiska stympade utseende; det kröns av en kraftig åttkantig tornspira. Av de två sydportalerna är korets av särskilt intresse genom dess runinskrift, enligt vilken Lafrans Botvidarson från Eskelhem byggt kyrkan. Långhuset täcks invändigt av sex tältvalv; de två mittkolonnerna har utsirade kapitäl och baser (jämför korportalens dekor). En spetsig triumfbåge leder till koret, vilket kröns av ett tältvalv och upplyses av östväggens trefönstergrupp. Läktaren, vilken byggdes 1704 och är försedd med apostlabilder, flyttades från västgaveln till norra sidan under 1950-talet. Kyrkan genomgick en restaurering 1926 efter förslag av arkitekten Anders Roland.

## Inventarier
- Predikstolen är daterad till 1633.

- Dopfunt och epitafium är från 1600-talet.
- Läktare och dopfat är från 1704, gåvor av skeppare från Sönderborg.

### Orgel
- 1854 byggde Carl Gustav Cederlund, Stockholm, en orgel med 4 stämmor.
- 1956 byggde Lindegren Orgelbyggeri AB i Göteborg en orgel med tio stämmor fördelade på två manualer och pedal.
- 2012 restaurerade Orgelbyggare Tomas Svenske AB 1854 års orgel.

| Man. C-f3        | Bihangspedal C-e0 |
| ---------------- | ----------------- |
| Principal 8'     |                   |
| Bassetthorn 8'   |                   |
| Fleut d'Amour 8' |                   |
| Oktava 4'        |                   |